# 库基-钦-那加语言
库基-钦-那加语言（Kuki-Chin–Naga languages）是马蒂索夫藏缅语分类中的一个类别。把这些语言集中在一起主要是地理上的考虑，它们的发生学关系还有待确定。这个类别的名称来源于库基族、钦族（缅甸钦邦）和那加族（印度那加兰邦）。但是那加族的孔亚克语支不属于这一类，属于萨尔语群。
这个类别包括五个语支：
- 库基-钦语支，200万人
- 奥语支（英语：Ao languages），Ao，40万人
- 昂纳米-波丘里语支，Angami-Pochuri，20万人
- 泽梅语支（英语：Zemeic languages），Zeme，20万人
- 唐窟语支，Tangkhul，15万人

这些语言中使用人数最多的是库基-钦语支的米佐语（印度米佐拉姆邦），有70万人使用。
曼尼普尔语（150万人）和卡尔比语（60万人）有时也被划入这一类。